# محمد بشار كبارة
حاكم مصرف سورية المركزي سابق حاصل على دكتوراه في العلوم الاقتصادية، حكم المصرف بين 14 من أيلول 1995 وبين 14 من كانون الثاني 2005.
وكان سابقًا يشغل مدير المكتب الاقتصادي في رئاسة مجلس الوزراء.